# Andrea Masciarelli
Andrea Masciarelli (né le 2 septembre 1982 à Pescara, dans les Abruzzes) est un coureur cycliste professionnel italien.

## Biographie
Après l'arrêt de l'équipe Acqua & Sapone, il reste sans équipe quelques mois puis rejoint, au mois d'avril 2013, la formation Utensilnord Ora24.eu.
Fin 2014, La Gazzetta dello Sport révèle qu'il fait partie des clients du controversé médecin italien Michele Ferrari.

## Palmarès
- 2000
  - 3e du championnat d'Italie de cyclo-cross juniors
- 2002
  - 3e du Trophée international Bastianelli
- 2008
  - 3e du Tour de Vénétie

## Résultats sur les grands tours

### Tour d'Italie
2 participations
- 2009 : 86e
- 2010 : abandon (8e étape)

## Classements mondiaux
| Année           | 2005 | 2006 | 2007 | 2008 | 2009 | 2010 | 2011 | 2012 | 2013 |
| --------------- | ---- | ---- | ---- | ---- | ---- | ---- | ---- | ---- | ---- |
| UCI Europe Tour | 930e | 381e | 420e | 339e | 820e |      |      |      | 819e |